# Chiari
Chiari é uma comuna italiana da região da Lombardia, província de Bréscia, com cerca de 17.361 habitantes. Estende-se por uma área de 38 km², tendo uma densidade populacional de 457 hab/km². Faz fronteira com Castelcovati, Castrezzato, Coccaglio, Cologne, Comezzano-Cizzago, Palazzolo sull'Oglio, Pontoglio, Roccafranca, Rudiano, Urago d'Oglio.

## Pessoas notáveis
- Lento Goffi, (1923-2008), poeta e jornalista

## Demografia
| Variação demográfica do município entre 1861 e 2011                               |
|                                                                                   |
| Fonte: Istituto Nazionale di Statistica (ISTAT) - Elaboração gráfica da Wikipedia |